# 関根禎剛
関根 禎剛（せきね さだよし、1980年12月15日 - ）は、2000年代前半に活躍した日本のタレント。東京都出身。血液型はO型。 
小俣順一（コマ）・佐々木康雄（ヤスオ）とともに「T3」を結成し「サダ」として活躍した。芸能事務所は田辺エージェンシーに当時所属していた。
「T3」として第11代いいとも青年隊として、『笑っていいとも!』（フジテレビ）に2000年4月3日に初出演し、2003年3月28日まで担当した。